# Live (album, Niet)
Live je tretji glasbeni album skupine Niet in njihov edini album v živo, ki je izšel leta 1995 pri založbi Vinylmania Records. Posnet je bil na dveh koncertih, in sicer v Ljubljani 19. aprila 1985 in v Trstu en dan kasneje.

## Seznam pesmi
Vse pesmi je napisal Igor Dernovšek, razen, kjer je posebej navedeno.
A stran – Trst, 20. 4. 1985
1. »Il disco é finito – punk comincia«
2. »Heroj« (Dernovšek, Primož Habič)
3. »Depresija« (Dernovšek, Habič, Robert Ristić, Rok Sieberer)
4. »Umiranje«
5. »Srečna mladina«
6. »Ritem človeštva« (Dernovšek, Sašo Jovanovski)
7. »Vijolice«

B stran – Ljubljana, 19. 4. 1985
1. »Perspektive«
2. »Izobčeni«
3. »Melanholija«
4. »Sranje«
5. »Molk«
6. »Strah«
7. »Lep dan za smrt« (Dernovšek, Aleš Češnovar)

## Sodelujoči

### Niet
- Primož Habič — vokal
- Igor Dernovšek — kitara
- Aleš Češnovar — bas kitara, spremljevalni vokali
- Robert Likar — kitara
- Tomaž Bergant – Brehta — bobni